# Byssonectria
Byssonectria es un género de hongos de la familia Pyronemataceae.

## Especies
- Byssonectria aggregata
- Byssonectria balansae
- Byssonectria buchsii
- Byssonectria cartilaginea
- Byssonectria chrysocoma
- Byssonectria cupulata
- Byssonectria delicatula
- Byssonectria dichotoma
- Byssonectria fimeti
- Byssonectria fusispora
- Byssonectria globifila
- Byssonectria miliaria
- Byssonectria obducens
- Byssonectria rosella
- Byssonectria seaveri
- Byssonectria tetraspora
- Byssonectria thuemenii